# Restonica
La Restonica (in corso: A Ristonica) è un breve torrente, affluente di destra del Tavignano, che attraversa il dipartimento francese dell'Alta Corsica.

## Percorso
Nasce dal lago di Melo, a 1711 metri d'altezza, alle pendici del monte Rotondo, la seconda vetta più alta dell'isola. Scorre in direzione nord-est sino a sfociare in destra orografica nel Tavignano a Corte, principale centro dell'interno della Corsica.